# 横浜市立嶮山小学校
横浜市立嶮山小学校（よこはましりつ けんざんしょうがっこう）は、神奈川県横浜市青葉区すすき野一丁目にある公立小学校。

## 概要
1980年（昭和55年）、すすき野小学校の児童数急増に伴い、地域住民の要望で開校した。2020年（令和2年）、すすき野小学校の小規模校化による閉校に伴い、児童を受け入れる。近年は「歯と口の健康づくり」や「すこやか月間」を中心とした健康教育に重点をおき、「令和元年度横浜市学校保健優秀学校」「令和2年度全国健康づくり推進学校表彰優秀校」「横浜市優秀教員表彰チーム賞」をはじめとする数々の表彰を受賞している。
嶮山とは、現在のすすき野からあざみ野西部にかけての丘陵地帯の通称で、区画整理事業名として、さらに現在でも付近の公園名、交差点名等として使われている。

## 沿革
出典
- 1978年（昭和53年）6月5日 - 第1回開設準備を開催し、開校までの計画・活動などについて検討。
- 1980年（昭和55年）
  - 4月1日 - 横浜市立すすき野小学校より独立し、開校。開校時点の児童数758名、学級数20。
  - 6月1日 - 6月3日を創立記念日と制定した。
  - 9月6日 - 校庭整備完了、スプリンクラー、岩石園、藤棚、造形砂場等設置。
  - 11月 - シンボル像完成「和…なごみと呼ぶ」、PTA発足。
- 1981年（昭和56年）
  - 2月1日 - 校章制定。
  - 3月31日 - 都市緑化推進事業による校庭周辺植樹完了。
  - 11月30日 - ピロティー2か所を普通教室に改築、普通教室2教室を増築、飼育小屋設置。
- 1982年（昭和57年）4月5日 - 観察池設置。
- 1983年（昭和58年）2月1日 - 校旗制定、鉄棒増設。
- 1984年（昭和59年）
  - 2月 - 校庭のシンボル像を「なかよし」像と改名。
  - 3月3日 - 校歌「未来を開く」（作詞:原秀夫・作曲:小林芳夫）を制定。
  - 6月 - 創立5周年記念式典挙行。
  - 9月 - 創立5周年記念祝賀会挙行、記念誌「わたしたちの嶮山」発行。
- 1989年（平成元年）
  - 6月1日 - 創立10周年記念式典挙行。創立10周年記念誌発行・「わたしたちの嶮山」改訂。
  - 11月 - 記念植樹他諸行事の実施。
- 1991年（平成3年）1月 - 2階2教室を視聴覚室に改築。
- 1993年（平成5年）
  - 4月1日 - 特殊学級（個別支援学級）開設。
  - 10月 - 飼育小屋、造形砂場、鑑賞池、ヘチマ棚の設置。校庭全面工事完了。
- 1995年（平成7年）3月 - 管理諸室改造とその他工事完了。学校機械警備を設置。防災備蓄庫設置。
- 1996年（平成8年）
  - 6月12日 - はまっ子ふれあいスクール開設。
  - 8月30日 - 体育倉庫完成。
- 1997年（平成9年）1月31日 - 体育館改修（耐震補強）。
- 1998年（平成10年）
  - 4月18日 - 創立20周年記念事業第1回実行委員会開催。
  - 10月31日 - 創立20周年記念前年度祭として、WAIWAIェスタの第1回開催（以降「WAIWAIフェスタ」は毎年開催）。
- 1999年（平成11年）
  - 4月 - 創立20周年記念誌・社会生活科副読本「わたしたちの嶮山」発行。
  - 5月31日 - 創立20周年記念大運動会挙行。
  - 6月14日 - 創立20周年記念式典挙行。
- 2003年（平成15年）3月 - 児童会で本校のキャッチフレーズ「夢をえがこう・自分をえがこう・嶮山あったかハーモニー」を作成。
- 2004年（平成16年）
  - 3月26日 - 校舎トイレ全面改修工事
  - 5月1日 - 防犯モデル校に認定され、「交番パトロール」開始。
  - 8月 - 正門工事。
- 2005年（平成17年）
  - 3月 - 風力太陽光発電装置設置。
  - 7月 - 耐震補強工事実施。
- 2006年（平成18年）
  - 2月 - 北門工事。
  - 8月 - 地域防災無線設置。体育館照明工事。
- 2007年（平成19年）
  - 5月 - 北門前スロープ改修。
  - 6月 - 教室扇風機設置。
  - 7月 - 北門電気錠設置。
  - 8月 - 校舎東側屋上防水工事（体育館の一部屋根を含む）。
  - 11月17日 - ネットデイ実施。
- 2008年（平成20年）
  - 3月 - 特別支援対策校内設備一部バリアフリー化実施。
  - 5月26日 - 航空写真撮影。
  - 6月16日 - 図工室電源工事。
  - 11月10日 - 防犯カメラ（2基）、インターホン設置工事。
  - 11月29日 - 創立30周年記念講演会開催（高木豊(元横浜大洋ホエールズ)氏来校）。同日から12月8日まで、校舎剥落防止工事実施。
- 2009年（平成21年）
  - 1月31日 - 創立30周年記念座談会開催。
  - 2月 - この月から3月にかけて、校内植樹を行う。
  - 2月28日 - 創立30周年記念ウォークラリー開催。
  - 6月6日 - 創立30周年記念式典挙行し、祝賀会開催。また、創立30周年企画として、児童会が「フレンドくん」を作成。
  - 10月 - 図書貸出バーコード化。
  - 11月 - この月から翌年5月まで、太陽光発電設備設置工事。
- 2010年（平成22年）
  - 5月 - プール甲羅干し塗装工事。
  - 7月 - この月から翌月にかけて、給食室返却カウンターと給湯器改修工事及び受水槽改修工事実施。
  - 7月 - この月から9月まで、直結給水化改修工事実施。
  - 8月 - 鉄棒・雲梯・肋木の移設工事実施。
  - 9月 - この月から翌年3月まで、昇降機室増築その他工事実施。
  - 10月8日 - 災害避難所宿泊体験実施。
  - 12月 - この月から翌年1月まで、プール循環器設備改修工事実施。
- 2011年（平成23年）
  - 4月 - エレベーター設置。
  - 10月7日 - 災害避難所宿泊体験実施。
- 2014年（平成24年）
  - 1月 - この月から3月まで、防災備蓄庫移設その他工事時点。
  - 2月 - 北門電気錠テンキー増設工事実施。
  - 4月 - インターホン増設工事。
  - 5月1日 - 歯みがきタイム開始。
  - 9月 - この月から翌年2月まで、教室にエアコン設置。
  - 10月1日 - 学校運営協議会発足（すすき野中・すすき野小・嶮山小）。本校を含めたこの4校で、すすき野中学校ブロックを形成。
  - 10月 - 地域交流室設置。
- 2013年（平成25年）
  - 2月 - 教育サポートクラブ「フレンドくんの会」発足。
  - 3月 - はまっ子ふれあいスクールが放課後キッズクラブへ移行。
  - 7月 - 体育館内壁改修及び外壁塗装工事。
  - 7月 - この月から翌月2月まで、給食室ドライ改修工事実施。
  - 11月6日 - 創立35周年用航空写真撮影。
- 2014年（平成26年）
  - 1月 - 外構フェンス改修工事。
  - 4月1日 - 児童支援専任制度開始。
  - 5月 - この月から翌月にかけて、プール改修工事実施。
  - 6月3日 - 創立35周年記念集会開催。
- 2015年（平成27年）
  - 4月 - 正門電子錠設置工事。
  - 5月1日 - 地域清掃開始（嶮山公園・南公園・北公園・すすき野公園）。
- 2016年（平成28年）
  - 9月 - 放課後キッズクラブの出入口を昇降口西側に変更。
  - 9月6日 - 卒業生リオオリンピアン・五十嵐千尋選手来校。
- 2017年（平成29年）
  - 5月1日 - 書庫前に防犯カメラ設置。ブルー階段4階部分に柵設置。縄跳び検定導入。
  - 6月10日 - すすき野小学校の学校規模適正化に関するPTA特別委員会発足。
- 2018年（平成30年）
  - 5月24日 - 横浜市教育委員会によるすすき野小学校の学校規模適正化の検討に関する説明会開催。
  - 7月10日 - 第1回「嶮山小学校・すすき野小学校」通学区域と学校規模適正化等検討部会開催。
  - 9月18日 - 第2回「嶮山小学校・すすき野小学校」通学区域と学校規模適正化等検討部会開催。
- 2019年（平成31年・令和元年）
  - 2月13日 - 創立40周年記念シラカバ植樹集会開催。
  - 2月19日 - 横浜市会定例会にてすすき野小学校の閉校が正式決定される。
  - 2月22日 - 校庭南側フェンスに校名板設置
  - 2月25日 - 創立40周年記念集会開催。
  - 3月13日 - 校舎北側フェンスに教育目標横断幕設置。同日、校舎1階正門口整備。
  - 4月1日 - ペア学年教室配置開始。英語村推進校。東京2020オリンピック・パラリンピック教育推進校に指定。校庭南側フェンス改修工事。市民図書室整備（嶮山ルーム新設）。
  - 5月7日 - 創立40周年記念航空写真撮影会（地域の皆さんと共に）。
  - 5月23日 - 創立40周年記念～激励とふれあいの会～（五十嵐千尋選手）開催。同日、原秀夫初代校長先生を迎え、創立40周年記念座談会開催。
  - 6月4日 - 創立40周年記念品（校名入り手鏡）を配布。
  - 6月24日 - 創立40周年記念観劇の会（夢団によるジャングルブック）開催。
  - 7月4日 - 創立40周年記念全校遠足（上野動物園・国立科学博物館）実施。
  - 8月 - 特別教室にエアコン設置。
  - 10月 - 校庭西側岩石園整備。
  - 11月16日 - 創立40周年記念ポストカードを作成し、販売。
  - 11月21日 - アフリカとの一校一国推進校として、ザンビア共和国の小学生との交流会を行った。
- 2020年（令和2年）
  - 1月 - 校歌「未来をひらく」CD作成。同月、新学校要覧作成。
  - 1月31日 - すすき野小学校保護者を対象に嶮山小学校説明会開催。
  - 2月18日 - 第40回マラソン大会。マラソン大会は、この年をもって終了。
  - 3月 - 創立40周年記念誌「嶮山」発行。
  - 3月3日 - 新型コロナウイルス感染症拡大防止対策のため、臨時休業開始。
  - 3月31日 - すすき野小学校閉校。
  - 4月1日 - 閉校したすすき野小学校から86名の児童を迎え入れる。同日、嶮山小学校学援隊（登下校見守りボランティア）発足。
  - 5月11日 - この日と翌日、臨時登校。
  - 6月1日 - 全学級を2グループに分けた分散登校開始。
  - 6月15日 - 全児童午前中短時間授業開始。
  - 7月1日 - 通常登校・給食開始。なお、新型コロナウイルス感染拡大防止対策のため、多くの行事が変更・中止となり、「新しい生活様式」での教育活動の開始。
  - 8月3日 - 臨時休業を受けて、夏季休業を8月16日まで短縮した。
  - 10月3日 - 感染拡大防止対策を講じた上で、運動会開催（午前中のみで、保護者1名のみ）。
  - 12月24日 - WAIWAIフェスタ応援プロジェクトとして、記念DVD配布。
- 2021年（令和3年）
  - 1月 - 「ロイロノート」を活用した授業動画配信。
  - 6月20日 - 校庭全面改修工事。
  - 7月13日 - GIGA開き（1人1台ipadを配布）。
  - 8月27日 - 新型コロナウイルス感染症拡大防止対策のため、臨時休業開始。
  - 9月1日 - 全学級を2グループに分けた分散登校と「ロイロノート」て「Zoom」を活用したオンライン授業開始（1人1台ipadを貸出し）。
  - 9月24日 - 北門・職員玄関電子錠改修工事。
  - 10月4日 - 通常登校開始。
  - 10月15日 - 「東京2020オリンピック・パラリンピック教育推進校」として、オリンピックレガシー教育推進のためのスタッフウエアー一式や選手使用の硬球等贈られる。
  - 10月29日 - PTAよりオンライン授業のサポートとして、メッセージ入りタッチペンが配布される。
  - 11月20日 - 感染拡大防止対策を講じた上で、運動会開催（午前中のみで、保護者1名のみ）。
  - 12月11日 - 感染拡大防止対策を講じた上で、うたごえハーモニー開催（マスク着用での合唱・保護者1名のみ）。

## 学校行事
- 入学式
- 全校遠足
- 校外学習、宿泊体験学習、修学旅行
- ワイワイ運動会
- WAIWAIフェスタ（PTA主催）
- 地域清掃
- うたごえハーモニー
- 卒業式

## 通学区域
出典
- 青葉区
  - 美しが丘西3丁目（12番地～42番地、44番地、55番地、56番地、60番地）
  - 荏子田2丁目（36番地）
  - 鉄町（2202番地～2204番地）
  - すすき野1丁目（全域）
  - すすき野2丁目（全域）
  - すすき野3丁目（全域）
  - もみの木台（全域）

## 進学先中学校
- 横浜市立すすき野中学校

## 卒業生
- 高橋良明 （俳優）
- 五十嵐千尋（競泳選手、リオデジャネイロ・東京オリンピック日本代表）
- Shiho Rainbow（シンガー）